# Blake Sike
Der Blake Sike ist ein Wasserlauf im Lake District, Cumbria, England. Er entsteht am Matterdale Common und fließt in nördlicher Richtung, um mit dem Groove Beck und einem unbenannten Zufluss den Trout Beck zu bilden.